# Fontaine-Étoupefour
Fontaine-Étoupefour és un municipi francès situat al departament de Calvados i a la regió de Normandia. L'any 2007 tenia 1.898 habitants.

## Demografia

### Població
El 2007 la població de fet de Fontaine-Étoupefour era de 1.898 persones. Hi havia 660 famílies de les quals 96 eren unipersonals (36 homes vivint sols i 60 dones vivint soles), 216 parelles sense fills, 308 parelles amb fills i 40 famílies monoparentals amb fills.
La població ha evolucionat segons el següent gràfic:
Habitants censats

### Habitatges
El 2007 hi havia 694 habitatges, 671 eren l'habitatge principal de la família, 1 era una segona residència i 22 estaven desocupats. 663 eren cases i 23 eren apartaments. Dels 671 habitatges principals, 587 estaven ocupats pels seus propietaris, 83 estaven llogats i ocupats pels llogaters i 1 estava cedit a títol gratuït; 4 tenien una cambra, 8 en tenien dues, 42 en tenien tres, 124 en tenien quatre i 493 en tenien cinc o més. 591 habitatges disposaven pel capbaix d'una plaça de pàrquing. A 235 habitatges hi havia un automòbil i a 407 n'hi havia dos o més.

### Piràmide de població
La piràmide de població per edats i sexe el 2009 era:
| Homes | Edats   | Dones |
| ----- | ------- | ----- |
| 0     | 95 o +  | 0     |
| 0     | 90 a 94 | 0     |
| 0     | 85 a 89 | 4     |
| 4     | 80 a 84 | 8     |
| 24    | 75 a 79 | 12    |
| 24    | 70 a 74 | 28    |
| 40    | 65 a 69 | 16    |
| 28    | 60 a 64 | 56    |
| 32    | 55 a 59 | 36    |
| 100   | 50 a 54 | 52    |
| 68    | 45 a 49 | 80    |
| 60    | 40 a 44 | 52    |
| 64    | 35 a 39 | 68    |
| 64    | 30 a 34 | 72    |
| 40    | 25 a 29 | 36    |
| 56    | 20 a 24 | 36    |
| 64    | 15 a 19 | 76    |
| 68    | 10 a 14 | 36    |
| 56    | 5 a 9   | 64    |
| 44    | 0 a 4   | 80    |

## Economia
El 2007 la població en edat de treballar era de 1.221 persones, 905 eren actives i 316 eren inactives. De les 905 persones actives 849 estaven ocupades (442 homes i 407 dones) i 56 estaven aturades (21 homes i 35 dones). De les 316 persones inactives 115 estaven jubilades, 135 estaven estudiant i 66 estaven classificades com a «altres inactius».

### Ingressos
El 2009 a Fontaine-Étoupefour hi havia 661 unitats fiscals que integraven 1.866 persones, la mediana anual d'ingressos fiscals per persona era de 23.940 €.

### Activitats econòmiques
Dels 64 establiments que hi havia el 2007, 1 era d'una empresa alimentària, 4 d'empreses de fabricació d'altres productes industrials, 10 d'empreses de construcció, 11 d'empreses de comerç i reparació d'automòbils, 2 d'empreses de transport, 3 d'empreses d'hostatgeria i restauració, 1 d'una empresa d'informació i comunicació, 1 d'una empresa financera, 3 d'empreses immobiliàries, 11 d'empreses de serveis, 13 d'entitats de l'administració pública i 4 d'empreses classificades com a «altres activitats de serveis».
Dels 15 establiments de servei als particulars que hi havia el 2009, 1 era un paleta, 4 guixaires pintors, 3 lampisteries, 1 electricista, 1 perruqueria, 1 veterinari, 1 restaurant, 1 agència immobiliària i 2 salons de bellesa.
Dels 3 establiments comercials que hi havia el 2009, 1 era una botiga de més de 120 m², 1 una botiga de menys de 120 m² i 1 una fleca.
L'any 2000 a Fontaine-Étoupefour hi havia 4 explotacions agrícoles.

## Equipaments sanitaris i escolars
L'únic equipament sanitari que hi havia el 2009 era una farmàcia.
El 2009 hi havia 1 escola maternal i 1 escola elemental.

## Poblacions més properes
El següent diagrama mostra les poblacions més properes.